# Alain Roger
Alain Roger (n. 1936) es un filósofo y escritor francés.

## Biografía

### Estudios
Antiguo alumno de la Escuela Normal Superior de París (calle de Ulm), Alain Roger es agregado de filosofía y doctor. 
Fue el alumno de Gilles Deleuze.

### Actividad
Ha sido profesor de estética en el departamento de filosofía de la universidad Blaise-Pascal de Clermont-Ferrand.
Su campo de estudio principal es el paisaje. Ha estado a cargo de curso al DEA « Jardines, paisajes, territorios » de la escuela de arquitectura de Villette de 1991 a 2001, ha sido miembro del consejo científico del ministerio de Ecología, Desarrollo y Planificación Sostenible, así como director de la colección « País Paisajes » de la editorial Campo Vallon.

## Publicaciones
Alain Roger ha consagrado varias obras a la cuestión del paisaje :
- Desnudos y Paisajes (París, Aubier, 1978, edición revista y aumentada 2001).
- Maestros y protectores de la naturaleza (dir.) (Seyssel, Campo Vallon, 1991).
- La Teoría del paisaje en Francia. 1974-1994, (Seyssel, Campo Vallon, 1995).
- Corto tratado del paisaje (París, Gallimard, 1997), Premio « La Ciudad a leer » 1997.

Ensayos
- La novela contemporánea (antología, en colaboración con André Maraud) (París, P.U.F., 1973).
- Proust. Los Placeres y los Nombres (París, Denoël, 1981).
- Hérésies del Deseo. Freud, Drácula, Dali (Seyssel, Campo Vallon, 1986).
- El Arte de amar, o la fascinación de la feminidad (Seyssel, Campo Vallon, 1995).
- Arte y anticipación (Cuadrado, 1995).
- El vocabulario de Schopenhauer (Ellipses, 1999).
- La vida en verde, seguimiento de Vértigos (libro de artista, en colaboración con Dominica y Jean-Paul Ruiz, plasticiens y editores, Santo-Aulaire, 2004).
- Bréviaire de la bêtise (París, Gallimard, 2008).

Novelas
- Jerusalén ! Jerusalén ! (París, Gallimard, 1969).
- El Misogyne (París, Denoël, 1976).
- Hermaphrodite (París, Denoël, 1977).
- El Voyeur ebrio (París, Denoël, 1981).
- La Travestie (París, Grasset, 1987), traducido en varias lenguas y llevado a la pantalla, bajo el mismo título, por Yves Boisset, en 1988.
- Rémission (París, Grasset, 1990).